# ویلیام سارا
ویلیام سارا (انگلیسی: Guillermo Sara؛ زادهٔ ۳۰ سپتامبر ۱۹۸۷) بازیکن سابق فوتبال اهل آرژانتین است که در پست دروازه‌بان بازی می‌کرد.
وی همچنین در تیم ملی فوتبال زیر ۲۰ سال آرژانتین بازی کرده‌است.